# NGC 2149
NGC 2149 é uma nebulosa na direção da constelação de Monoceros. O objeto foi descoberto pelo astrônomo Edouard Stephan em 1877, usando um telescópio refletor com abertura de 31,5 polegadas. 